# Batalha de Cavilono
Batalha de Cavilono foi uma batalha travada em 58 a.C. durante as Guerras Gálicas, perto do ópido dos éduos, aliados de Roma, em Cavilono (em latim: Cavillonum), a moderna Chalon-sur-Saône.

## Batalha
No dia seguinte da derrota na Batalha de Arar, os helvécios levantaram acampamento e se retiraram em direção a Bibracte através dos montes de Beaujolais e Charolais. Os romanos seguiram e César enviou toda a sua cavalaria (quatro mil cavaleiros, principalmente éduos sob o comando de Dumnórix) como vanguarda para vigiar a marcha, mas eles se aproximaram demais e uma pequena força de 500 cavaleiros helvécios se lançou sobre eles em terreno desfavorável. Os éduos fugiram em pânico e arrastaram consigo o resto da cavalaria. Suas perdas foram pequenas, mas a cavalaria se viu obrigada a se juntar às legiões que vinha atrás. Os romanos continuaram seguindo os helvécios até a batalha decisiva ainda no mesmo ano.